# José Flórez y Pereira
Don José Antonio Joaquín de Flórez y Pereyra, (Buenos Aires, 5 de julio de 1759 - Madrid, 27 de octubre de 1833) fue un militar y diplomático argentino-español. 

## Biografía
El 1 de septiembre de 1790 se convirtió en II conde de Casa Flórez por cesión de su padre, Manuel Antonio Flórez Maldonado (Decreto del 18 de mayo de 1790 de Carlos IV).

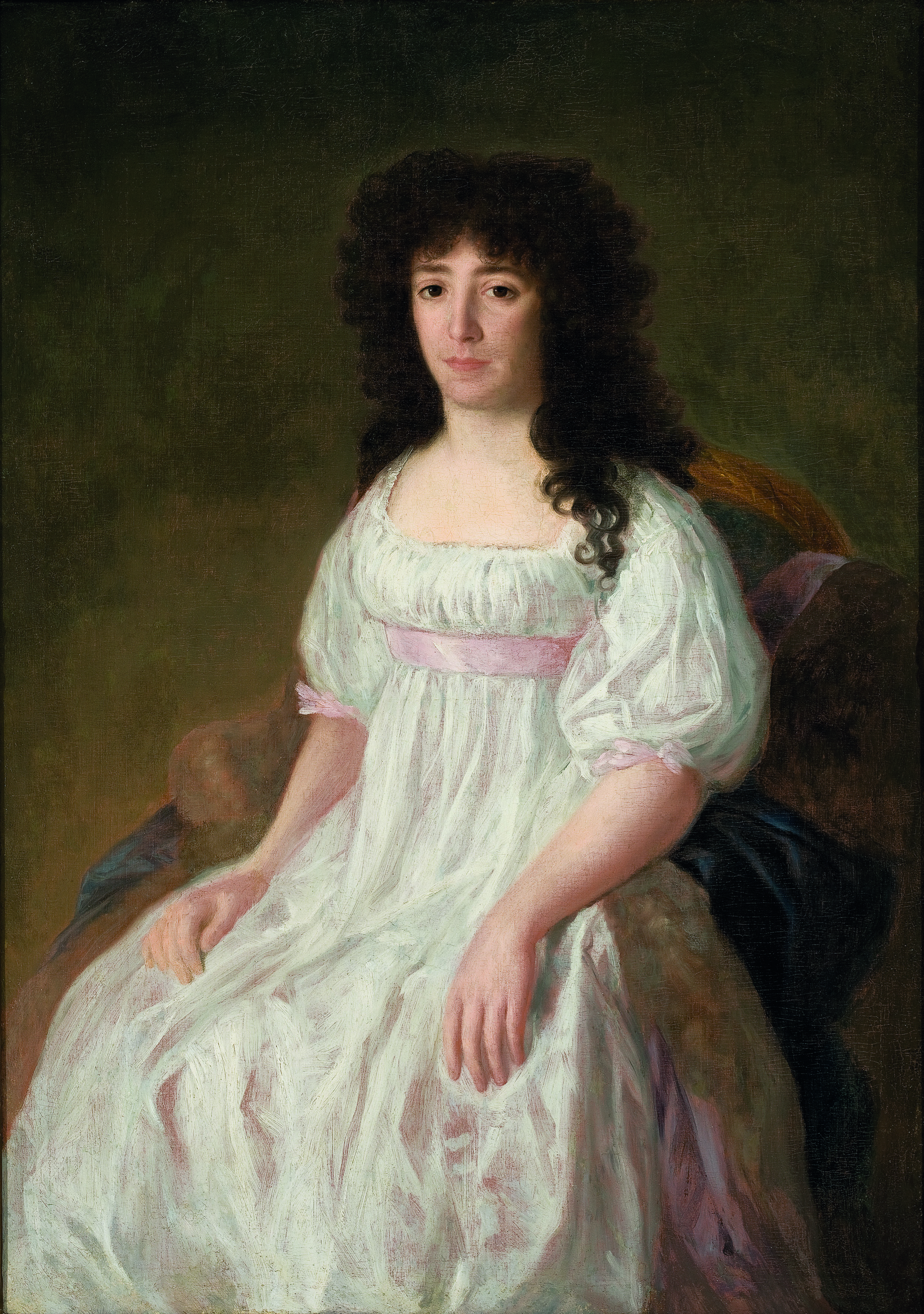
Rafaela Gutiérrez de Terán, Condesa de Casa Flórez. Francisco de Goya, 1794.

Casado en Ciudad de México el 7 de marzo de 1789 con doña María Rafaela Gutiérrez de Terán y González Vértiz, de quién se conserva un retrato al óleo pintado por el maestro Francisco de Goya, hija de Gabriel Gutiérrez de Terán, alcalde Ordinario de Ciudad de México y prior del Consulado de Comerciantes de México. La boda se celebró en la capilla del palacio virreinal de la Ciudad de México, por ser su padre, en esa fecha, virrey de la Nueva España.

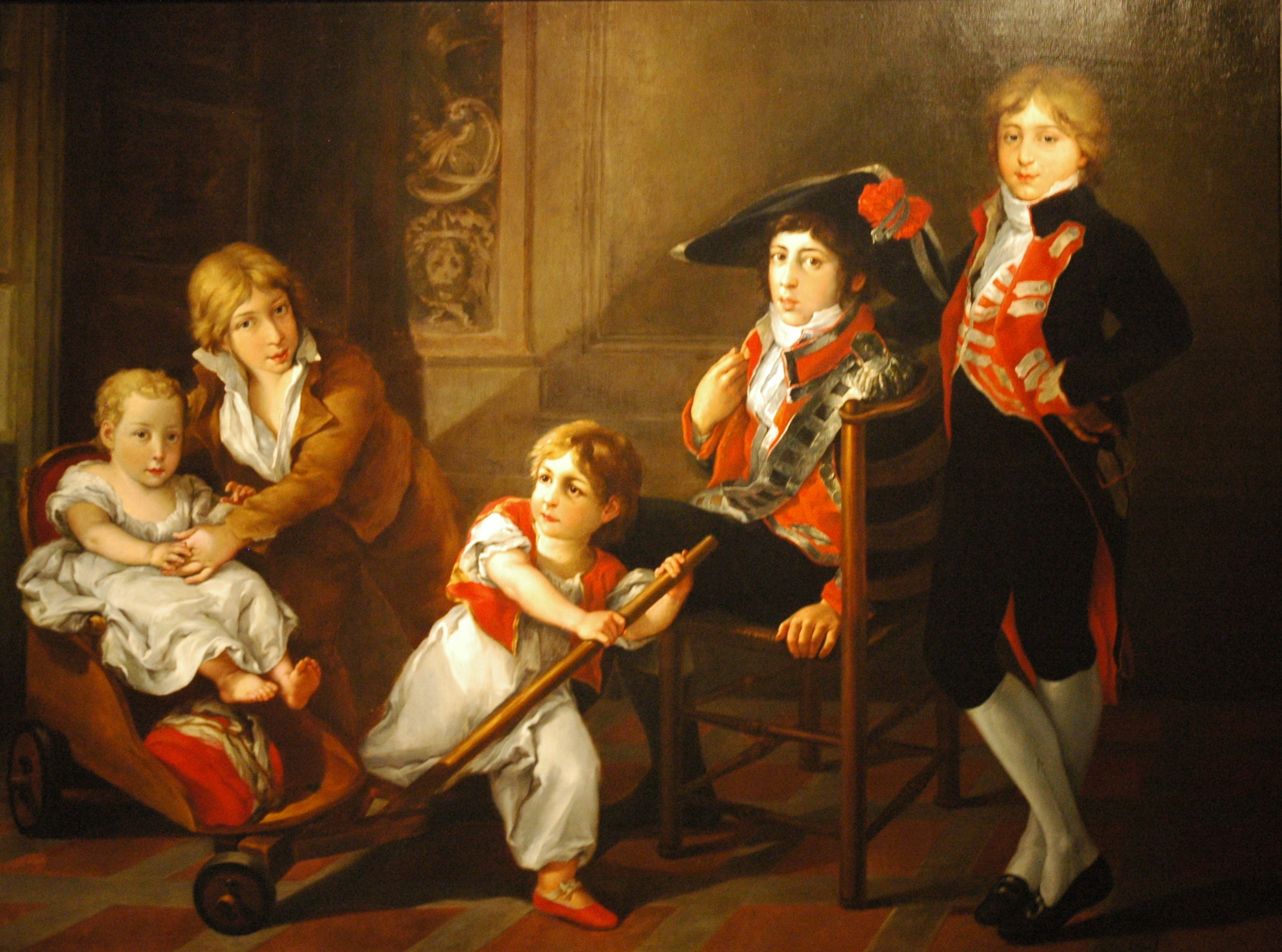
Los Hijos del conde de Casa Flórez, Vicente López Portaña, 1828. Museo Goya, Castres.

En 1787 pasó a la Nueva España a desempeñar el cargo de castellano y gobernador del puerto de Acapulco. En estas fechas ostentaba el grado de teniente coronel. Posteriormente ostentó los cargos de Teniente General de los Reales Ejércitos, Ministro Plenipotenciario en Buenos Aires y Río de Janeiro ante el rey de Portugal, que en esas fechas residía en Brasil debido a las guerras que asolaban al país lusitano. Embajador de España en Viena, Lisboa y San Petersburgo, Caballero Gran Cruz de La Real y Militar Orden de San Hermenegildo, Mayordomo de Semana de Su Majestad Carlos IV y Fernando VII, Gentilhombre de Cámara de Su Majestad con Ejercicio y Servidumbre.
En 1808, durante la Guerra de la Independencia, fue destinado a Zaragoza como mayor general e inspector de Caballería durante el segundo sitio de esa plaza, siendo hecho prisionero. Durante su prisión socorrió a gran número de compañeros, gastando en esto las sumas de dinero que le suministraba su esposa y las que, con su crédito, pudo conseguir. Al ser liberado en 1814, fue designado por Fernando VII encargado de negocios ante el gobierno de París comenzando entonces una carrera en el campo diplomático.
Durante el desempeño de sus destinos diplomáticos, en varias ocasiones se quejó no sólo de lo escaso de las asignaciones económicas para el pago de los gastos regulares de la representación diplomática, sino también del atraso en el envío de las mismas. El conde lamentaba no poder sufragar esos gastos de su propio peculio, debido a su mala situación económica, causada principalmente por el caos en que se hallaba sumido México, ya independizado de España, de donde provenían sus principales ingresos.
Padre de cinco hijos: José Rafael, muerto infante; José María Flórez Gutiérrez de Terán II conde de Casa Flórez padre este a su vez de José Flórez Ibáñez de la Rentería III conde de Casa Flórez que casaría con Emma Fonvielle y García de la Chica y tendrían a Pilar Flórez y Fonvielle, madre de Carlos Sedano y Flórez (n. Madrid, 22 de febrero de 1886), II conde de Casa Sedano; Juan Bautista, María del Pilar y Rafael Flórez Gutiérrez de Terán. Vicente López Portaña, el sucesor de Goya en la Corte de Madrid, pintó la obra titulada Los hijos del conde de Casa Flórez.
Se desconoce la existencia de retrato alguno de José Flórez y Pereira.
Falleció en Madrid el 27 de octubre de 1833.